# Descrittore (informazione)
Un descrittore è un termine, una notazione o una stringa espressa in un linguaggio documentario (cioè un linguaggio d'indicizzazione) usato per definire il soggetto di un documento. Si utilizza al momento dell'inserimento di un nuovo documento nell'archivio documentale o per le ricerche successive. I descrittori vengono indicati anche con il nome di "termini autorizzati" o "termini di indicizzazione".

## Descrizione
Il descrittore è un termine che rappresenta un concetto e si differenzia dalle parole chiave del linguaggio naturale in quanto è univoco. Per esempio, la parola chiave "autore" non è un descrittore in quanto nell'ambito del diritto penale ha un significato ma ha un significato diverso nell'ambito del diritto d'autore e quindi un descrittore potrebbe essere "autore (diritto penale)".
Un altro esempio di elemento non descrittore è il tag, di vastissimo utilizzo in internet: non è un descrittore perché, estrapolato dal contesto, non ha un significato univoco, anzi solitamente sono necessari gruppi di tag per definire un oggetto del web (immagini, video, testi). 
L'insieme dei descrittori utilizzati nell'ambito di un determinato argomento sono raccolti in un thesaurus e ogni volta che un documento tratta un determinato concetto lo si associa allo stesso descrittore indipendentemente dai termini (sinonimi) effettivamente utilizzati nel testo. Utilizzando l'indicizzazione mediante descrittori si è certi di poter trovare tutte, e sole, le informazioni riguardanti il concetto espresso dal descrittore stesso. Un descrittore quindi dev'essere:
- selettivo: registrare soltanto i documenti contenenti un'informazione interessante per l'utente;
- completo: registrare tutti i concetti espressi in un documento sia esplicitamente che implicitamente.